# Jerzy Dobek
Jerzy Dobek (ur. 25 stycznia 1936 w Lipiance) – polski prawnik i polityk, radca prawny, wojewoda ostrołęcki (1994–1997), wicemarszałek województwa mazowieckiego (1999–2002).

## Życiorys
Z wykształcenia prawnik. Podjął praktykę w zawodzie radcy prawnego w Ostrołęce. Pełnił także obowiązki przewodniczącego rady społecznej Samodzielnego Zespołu Publicznych Zakładów Opieki Zdrowotnej im. doktora Józefa Psarskiego w Ostrołęce.
W czasach PRL sprawował funkcję przewodniczącego Miejskiego Komitetu ZSL w Ostrołęce, pracował jako wicedyrektor Biura Organizacyjno-Prawnego i Kadr Urzędu Wojewódzkiego w Ostrołęce.
W 1993 został nominowany przez Polskie Stronnictwo Ludowe na stanowisko wojewody ostrołęckiego. Bez powodzenia ubiegał się o mandat senatorski w wyborach w 1997 i 2001. Po odejściu z urzędu w 1997 był m.in. zastępcą dziekana Okręgowej Izby Radców Prawnych w Olsztynie. W 1998 uzyskał mandat radnego mazowieckiego sejmiku z ramienia Przymierza Społecznego, a cztery lata później reelekcję z listy PSL. W 2006 nie został ponownie wybrany. W pierwszej kadencji samorządu wojewódzkiego był wicemarszałkiem.

## Odznaczenia
Odznaczony Krzyżem Kawalerskim Orderu Odrodzenia Polski (1999).